# Asakura Kageaki
Asakura Kageaki (朝倉 景鏡?; 1529 – 4 maggio 1574) è stato un samurai giapponese del periodo Sengoku, appartenente al clan Asakura.

## Biografia
Kageakira era un figlio di Asakura Kagetaka e deteneva il castello di Ino nella provincia di Echizen. Guidò l'esercito degli Asakura in varie occasioni dopo le battaglie del 1570, ma fu così disgustato dalla debole leadership di Yoshikage che si schierò con Oda Nobunaga quando quest'ultimo invase Echizen nel 1573. Per dimostrare la sua fedeltà tradì la sorte di Asakura Yoshikage, che si era nascosto dopo la caduta di Ichijōdani. Nobunaga gli concesse un feudo a Echizen e cambiò il suo nome in Tobashi Kageakira. 
Nel 1574 gli Ikkō-ikki di Echizen si ribellarono, sostenuti da Shimotsuma Raishō e altri, e Kageakira condusse le sue truppe ad affrontarli. Fu sopraffatto e morì combattendo nell'aprile 1574.